# ألفونسو لوبيز ميكلسين
ألفونسو لوبيز ميكلسين (بالإسبانية: Alfonso López Michelsen)‏ (و. 1913 – 2007 م) هو دبلوماسي، وبروفيسور (أستاذ جامعي)، ومحام من كولومبيا ولد في بوغوتا.
وهو عضو في الحزب الليبرالي الكولومبي .

## روابط خارجية
- ألفونسو لوبيز ميكلسين على موقع الموسوعة البريطانية (الإنجليزية)
- ألفونسو لوبيز ميكلسين على موقع مونزينجر (الألمانية)